# Nina Tučková-Jehličková
Nina Tučková-Jehličková v matrice Anna Vlasta (17. července 1888 Tábor – 21. října 1952) byla česká překladatelka, spisovatelka, básnířka a novinářka.

## Životopis
V literatuře se chybně uvádí rok narození 1892. Rodiče Anny byli MUDr. Petr Jehlička městský fysik v Táboře 8 (27. 6. 1850 Skuteč – 7. 10. 1906 Tábor) spisovatel a Anna Jehličková-Hegrátová z Načeradce. Měla sourozence Vladimíra Jehličku (7. 11. 1885) a Zdeňka Jehličku (14. ledna 1890) architekta a malíře.
Její manžel byl Jaroslav Tuček účetní ředitel pražského magistrátu, spisovatel, překladatel a také šermíř-olympionik. Svatbu měli 5. dubna 1919 v Praze. Nina vystoupila z římskokatolické církve 28. března roku 1919. Překládala z francouzštiny, angličtiny a hlavně z italštiny. Přispívala mj. do časopisu Eva časopis moderní ženy. V Praze III bydlela na adrese Karmelitská 14.

## Dílo

### Verše
- Matka: čeští spisovatelé projevují lásku, vděk a úctu matce: [sborník] – … Nina Tučková: Matčino srdce ... Praha: Ústřední spolek českých žen v Praze, 1925
- Očima lásky: verše českých básníků o Praze – vybral a doslov napsal Vincy Schwarz; předmluvu napsal a zredigoval Jaroslav Kolman-Cassius ... Nina Tučková: Město usíná ... Praha: František Borový, 1941

### Spisy
- Vojenská muzika[1]

### Překlady
- Pán a paní Molochovi – Marcel Prévost; z francouzštiny. Praha: Hejda a Tuček, 1915
- Manželka: román – Maria Louisa Fiumi; z italštiny.
- O človíčku bez trojníčku – Térésa [Corinna Teresa Ubertis]; z italštiny; ilustroval Zdeněk Jehlička. Praha: Hejda a Tuček, 1925
- Nahá země – Bindo Chiurlo; z italštiny; [předmluvu napsal F. X. Šalda]. Udine: Aquileja, 1929
- Eliáš Portolu: román – Grazia Deledda; z italštiny. Praha: Jan Otto, 1930
- Rodina Malavogliova – Giovanni Verga; z italštiny. Praha: Družstevní práce, 1930
- Ida Hauchawoutová – Theodore Dreiser; z angličtiny. Praha: Adolf Synek, 1932
- Gog – Giovanni Papini; z italštiny. Praha: Josef R. Vilímek, 1933; 1992
- Černý šátek – Luigi Pirandelo; z italštiny. Praha: Adolf Synek, 1933
- Jakou ty mě chceš: komedie o třech dějstvích – Luigi Pirandello. [Uvedeno: Městská divadla pražská, 1936]
- Severní hvězda: román – Umberto Fracchia; z italštiny. Praha: Československý čtenář, 1936
- Živý Dante = Dante vivo – Giovanni Papini; z italštiny. Praha: Josef R. Vilímek, 1936; 1941
- Nevykoupení – Paola Drigo; z italštiny; Praha: Vyšehrad, 1943
- Praha – Orazio Pedrazzi; z italštiny a napsala předmluvu; obrázky kreslil J. Sedláček-Hauptmann. Praha: Karel Voleský, 1938
- Klatba – Grazia Deledda; úvod a překlad. Praha: Nakladatelské družstvo Máje, 1939
- Život nezraje na slunci – Milly Dandolo; z italštiny. Praha: Karel Voleský
- Ráj děvčat – Arnaldo Fraccaroli; z italské předlohy "Il Paradiso delle Fanciulle". Praha: Sfinx, Bohumil Janda, 1942; 1948
- Boccaccio v českém písemnictví – Arturo Cronia; traduzione in ceco di Nina Tučková. Praha: Ústav italské kultury, 1949
- Dům u mišpule – Giovanni Verga; doslov Josef Bukáček. Praha: Státní nakladatelství krásné literatury, hudby a umění, 1955; 1956 překlad revidovala Hana Benešová
- Mistr don Gesualdo: román – Giovanni Verga. Praha: nakladatel Oldřich Petr, knihkupec